# Aloe pruinosa
Aloe pruinosa là một loài thực vật có hoa trong họ Măng tây. Loài này được Reynolds mô tả khoa học đầu tiên năm 1936.